# David Jones (sviluppatore di videogiochi)
David Jones (Dundee, ottobre 1965) è un autore di videogiochi e programmatore britannico; divenuto noto negli anni 1980, è stato tra i più influenti fautori della creazione di videogiochi negli ambienti di sviluppo home computer ed Amiga, oltre che ideatore principale della celeberrima serie Grand Theft Auto, essendosi occupato dei primi due capitoli.

## Biografia
Nato a Dundee nel 1965, la carriera videoludica di David Jones iniziò con lo sviluppo di Menace, pubblicato nel 1988, sotto la software house DMA Design. Fu già un successo, in quanto il gioco vendette 15 000 copie, e questo convinse Jones a perfezionare la formula di gioco con il rilascio di Blood Money. Altra creazione nota con DMA, di cui si occupò Jones, fu l'iconico Lemmings, nel 1991; gioco che vinse per due volte il premio "European Game of the Year".
Con DMA Design, Jones concepì nel 1997, il primo capitolo di una serie che avrebbe segnato il concetto di open world, Grand Theft Auto. DMA si trasformò successivamente in Rockstar North, che avrebbe raccolto l'eredità dei primi due capitoli, per concepire – senza però l'intervento di Jones – il rivoluzionario Grand Theft Auto III, titolo simbolo degli anni 2000. La serie diventerà nota anche per le sue numerose critiche raccolte da parte di gruppi politici conservatori, accendendo alcune tra le più marcate controversie nei videogiochi. Jones ha rivelato che fin dai primi capitoli, il creare dibattito e controversie fu una delle manovre di marketing ideate per spingere il successo di Grand Theft Auto, favorendone la curiosità nel giocatore.
Nel 2002, Jones fondò Realtime Worlds, con cui sviluppò il videogioco per Xbox 360, Crackdown e successivamente APB: All Points Bulletin. Negli anni 2000 Jones partecipò come presentatore della World Cyber Games del 2004 ed in seguito anche alla Develop Conference del 2009 in Brighton. IGN ha inserito David Jones nella lista dei 100 migliori creatori di videogiochi, al 39º posto, dichiarando «Come creatore originale di Grand Theft Auto, a David Jones può essere facilmente attribuito l'aver donato un cuore pulsante ad una delle serie più di successo della storia dei videogiochi».
Nel 2012 ha co-fondato la software house Cloudgine, concentrandosi sul cloud computing, e sviluppando Crackdown 3 per Xbox One e Microsoft Windows.